# Lipót Aschner

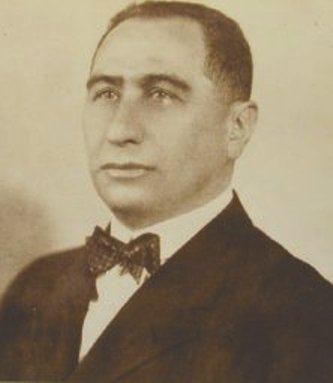
Lipót Aschner (um 1910)

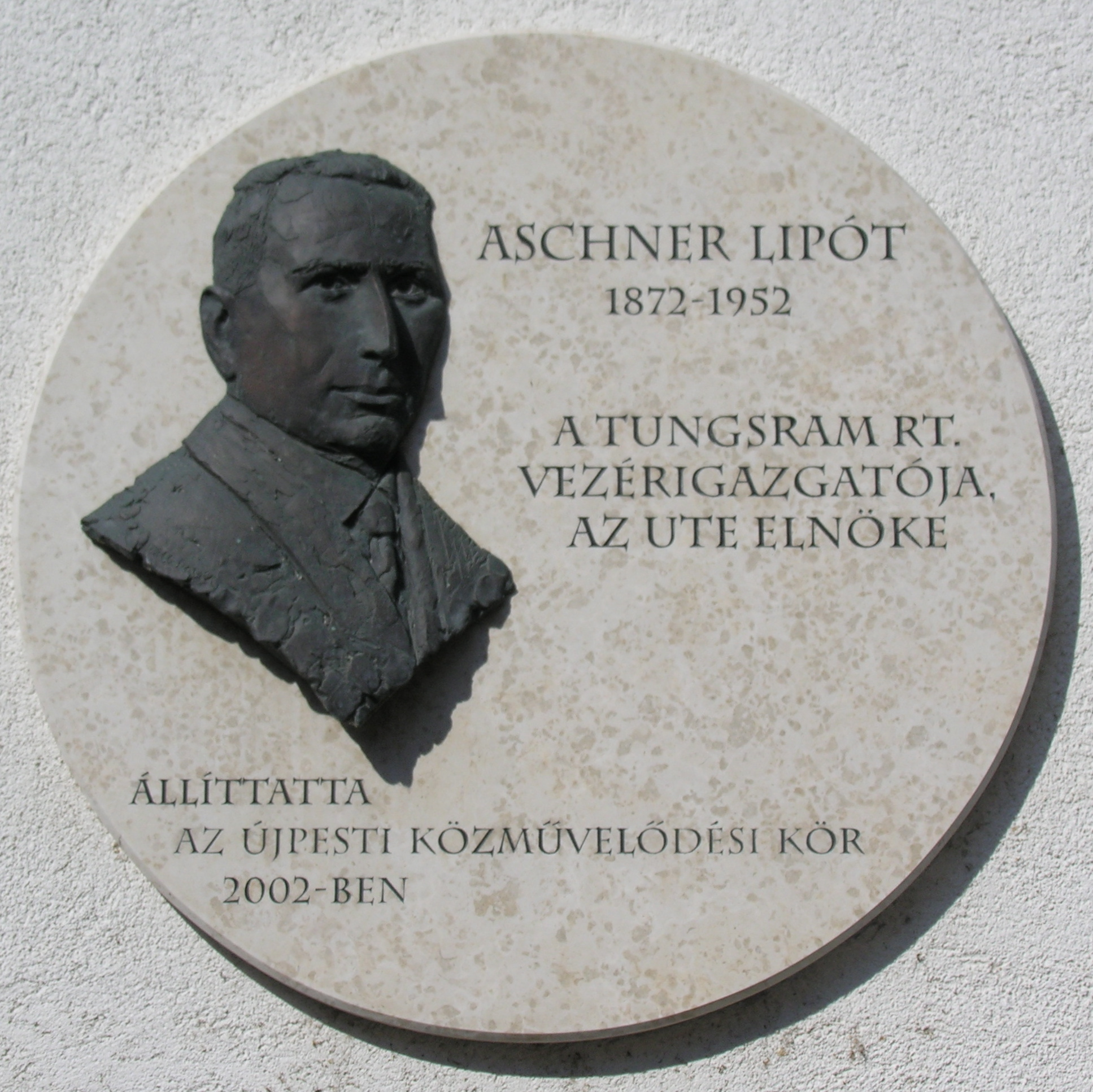
Gedenktafel am Szusza Ferenc Stadion in Budapest

Lipót Aschner (* 27. Januar 1872 in Assakürt, Komitat Nyitra, Österreich-Ungarn; † 6. Februar 1952 in Budapest) war ein ungarischer Industrieller.

## Leben
Im Jahr 1896 begann Aschner seine Tätigkeit bei der neu gegründeten Ungarischen Elektrizitäts Gesellschaft und spielte 1909 eine entscheidende Rolle bei Einführung der Marke Tungsram. Aschner führte detaillierte Kostenanalysen und Wirtschaftlichkeitsberechnungen, die zu einer wettbewerbsfähigen Produktion beitrugen. 1918 wurde er Generaldirektor der Fabrik. 1922 gründete er nach dem Vorbild des ersten industriellen Forschungslabors von General Electric das erste industrielle Forschungslabor Ungarns, das für lange Zeit das einzige im Land blieb. Zudem war Aschner maßgeblich an der Organisation des internationalen Glühlampenkartells Phoebus beteiligt und bekleidete mehrfach das Amt des (Vize-)Präsidenten. 
Nach dem Einmarsch der Deutschen Armee 1944 in Ungarn wurde Aschner als Jude von der Gestapo ins KZ Mauthausen verschleppt. Durch einen Gefangenenaustausch und gegen Zahlung einer hohen Geldsumme gelang ihm die Flucht in die Schweiz. 
Nach dem Krieg kehrte er auf Bitten der ungarischen Regierung in seine Funktion als Generaldirektor der Fabrik zurück.